# Buro-Rubanivka, Ohtîrka
Buro-Rubanivka (în ucraineană Буро-Рубанівка) este un sat în comuna Dovjîk din raionul Ohtîrka, regiunea Sumî, Ucraina.

## Demografie
Componența lingvistică a localității Buro-Rubanivka
     Ucraineană (97,78%)
     Rusă (2,22%)
Conform recensământului din 2001, majoritatea populației localității Buro-Rubanivka era vorbitoare de ucraineană (97,78%), existând în minoritate și vorbitori de rusă (2,22%).